# Bihlova vila
Bihlova vila je sídelní vila v Mostě, v městské čtvrti Zahražany, která byla postavena okolo roku 1880 podle návrhu architekta a stavitele J. D. Febera v tzv. alpském slohu na pozdější adrese v ulici Jana Žižky 712 pro zdejšího průmyslníka a podnikatele Gustava Bihla. 

## Historie

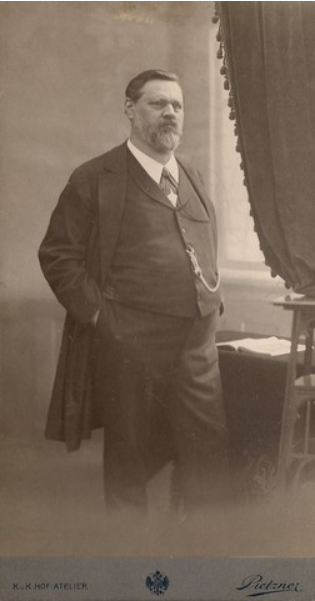
Gustav Bihl

Výstavbu vily zadal po roce 1880 severočeský důlní inženýr, továrník a podnikatel Gustav Bihl jakožto zhotovení rodinného domu v tehdejší Gorenzově ulici na jihovýchodním úpatí vrchu Hněvín, tedy na okraji tehdejšího starého Mostu. Bihl původně pocházel z Bádenska-Württemberska, v severních Čechách však dlouhodobě působil. Dlouho úspěšně vedl těžební společnost Brüxer-Kohlenbergbau A. G., která předcházela pozdější Mostecké uhelné. Po roce 1900 pak začal podnikat ve výrobě porcelánu a zakoupil porcelánku v Ledvicích, která vedle luxusních produktů ve velkém vyráběla také keramické izolanty. Autorem projektu a stavby byl J. D. Feber z Teplic.
Bihlova rodina žila v domě až do konce druhé světové války, pak byla v rámci odsunu Němců z Československa vyhoštěna a dům byl spolu s továrnou posléze znárodněn. Od roku 1951 sloužil jako Dům dětí a mládeže, což mělo za následek znehodnocení interiérové výzdoby. Vzhledem ke své poloze vila spolu s dalšími domy v Zahražanech nebyla součástí demoličního výměru kvůli rozšiřování hnědouhelné těžby, kvůli čemuž bylo v šedesátých až osmdesátých letech 20. století zcela zdemolováno historické centrum Mostu. 
Ke vzdělávacím účelům stavba sloužila až do roku 2006, roku 2007 potom přešla do soukromého vlastnictví.

## Architektura stavby
Vila je dvoupodlažní volně stojící budova s nízkou sedlovou střechou. Nese bohatou štukovou výzdobu v duchu tzv. alpského stylu, slohu inspirovaného alpskou lidovou architekturou. Budova nese několik balkonů, bohatě zdobený krov připomíná dřevostavby v horských oblastech Rakouska či Švýcarska. Součástí pozemku stavby byla rovněž zahrada s ohradním plotem.